# Bahnhof Wallhausen (Württ)
Wallhausen (Württemberg), abgekürzt Wallhausen (Württ), ist ein ehemaliger Bahnhof und heutiger Haltepunkt in Wallhausen im Landkreis Schwäbisch Hall in Baden-Württemberg.

## Geschichte

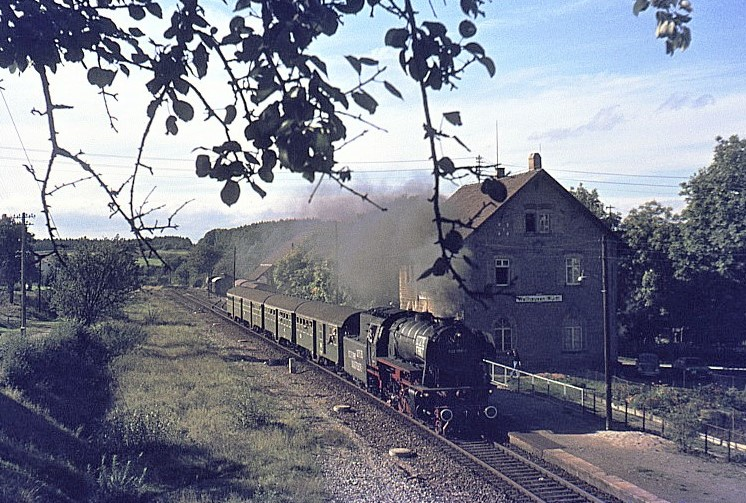
Wallhausen als Haltestelle im September 1975

Am 23. Oktober 1869 nahmen die Königlich Württembergischen Staats-Eisenbahnen den Bahnhof Wallhausen zusammen mit dem Streckenabschnitt Crailsheim–Mergentheim der Bahnstrecke Crailsheim–Königshofen in Betrieb.
Im selben Jahr wurde des zweistöckige Empfangsgebäude aus einem Natursteinmauerwerk und Falzziegeln
mit sieben heizbare Zimmern, einer Küche, drei Kammern und zwei gewölbte Keller sowie mit Vorhalle, Toilette und Treppenhaus errichtet.
1890 wurde die Ausstattung des Bahnhofs durch ein einstöckiges Nebengebäude mit Waschküche, Pissoir, Toiletten, Holzlege, Magazin und Dachboden, teilweise aus Sandsteinmauerwerk und teilweise getäfert war, erweitert.
Die anderen beiden Bahnhofsgebäude waren ein einstöckiger Fachwerk-Güterschuppen mit zwei heizbaren Zimmern, einem Remisenraum mit Büro und ein einstöckiges Bahnwärterhaus aus Stein mit Kniestock, Toilette, Gewölbekeller und Dachboden.
Der Bahnhof wurde zur Unterscheidung von gleichnamigen Stationen auch Wallhausen bei Crailsheim genannt. Spätestens 1939 wurde er in Wallhausen (Württemberg) umbenannt.
Die Deutsche Bundesbahn nahm 1959 im Bahnhof ein mechanisches Stellwerk der Bauform Einheit in Betrieb. Aufgrund des durch die Zunahme des Individualverkehrs in den 1960er Jahren sinkenden Fahrgastaufkommens wurde der Bahnhof bereits 1963 in eine unbesetzte Haltestelle umgewandelt.
Nachdem das Empfangsgebäude verkauft und die Nebengleise abgebaut wurden, wurde die Haltestelle 1984 aufgelassen.
Das ehemalige Empfangsgebäude in der Bahnhofstraße 9 wurde als Teil der Sachgesamtheit Bahnstrecke Bad Mergentheim–Crailsheim: Württembergische Taubertalbahn mit Bahnhöfen, Nebengebäuden, Brücken, Gleisanlagen und sämtlichem stationärem und beweglichem Zubehör unter Denkmalschutz gestellt. Es wechselte mehrfach den Besitzer.
Der Bahnhof im Zustand von um 1960 wurde als Modelleisenbahn in der Nenngröße H0 nachgebildet und in der Modellbahnhalle Wallhausen ausgestellt.
Eine Interessengemeinschaft setzte sich ab 1999 für die Reaktivierung der Betriebsstelle im Personenverkehr ein. 2013 errichtete die Westfrankenbahn westlich des alten Empfangsgebäudes im Bereich der ehemaligen Ladegleise am Güterschuppen einen neuen 100 Meter langen Bahnsteig mit einer Bahnsteighöhe von 55 Zentimetern und richteten den Haltepunkt Wallhausen ein. Mit dem Beginn des Fahrplanjahres 2014 am 15. Dezember 2013 wurde die Bedienung wieder aufgenommen.